# Клин, Джон

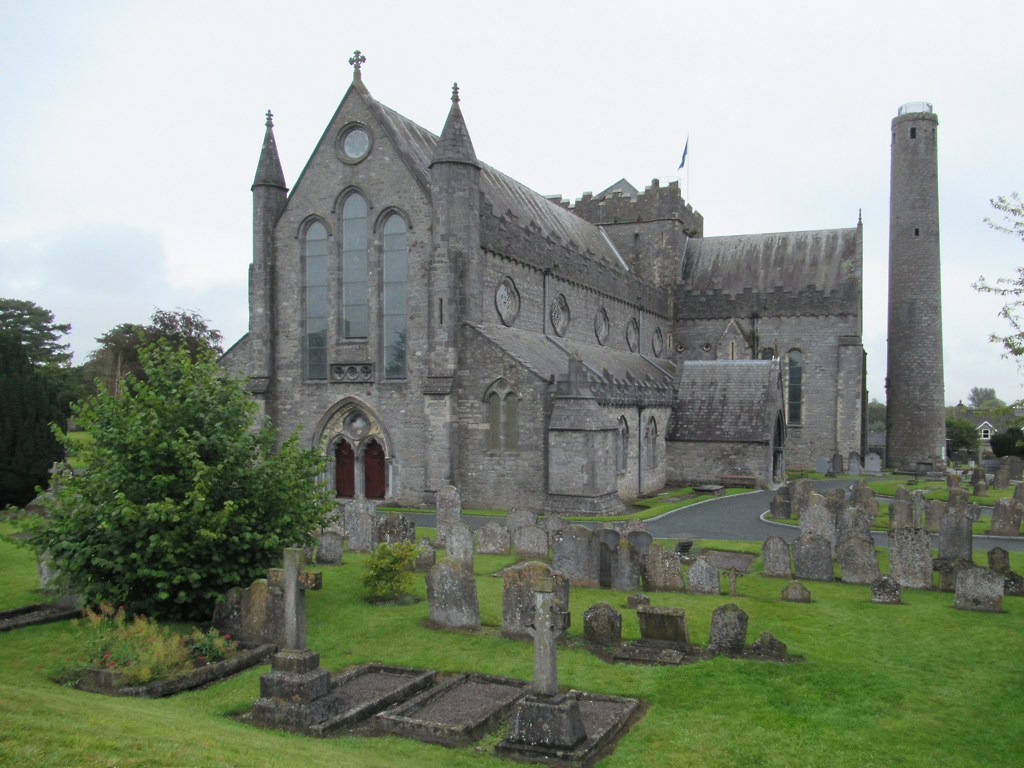
Кафедральный собор Святого Каниса в Килкенни, 1285 г.

Джон Клин, или Клинн (англ. John Clyn, лат. Johannes Clyn, около 1286 — после 17 июня 1349) из Килкенни — ирландский хронист, монах-францисканец, автор «Анналов Ирландии до 1349 года» (англ. The Annals of Ireland by Friar John Clyn), один из летописцев эпидемии «чёрной смерти» в Ирландии.

## Биография
Родился около 1286 года в Ленстере, как это установил ещё в XVI веке английский историк и антикварий Джон Бойл, возможно, в Бэйл-а-Клине (англ. Baile a Clinn), ныне Клинстаун (англ. Clintstown), в округе Конахи, примерно в шести с половиной милях к северо-западу от Килкенни. Фамилия Клин/Клинн (англ. Clin/Clynn) встречается в графстве Сомерсет и в Бристоле, откуда, возможно, произошли его англо-нормандские предки. Судя по всему, он был выходцем не из духовного или городского, а из военного или рыцарского сословия.
Утверждение ирландского историка и богослова XVII века Джеймса Ашшера о том, что Клинн был доктором теологии из ордена францисканцев, до сих пор не нашло достаточных доказательств. Несомненно, он хорошо был образован, но где именно получил образование, не установлено. Возможно, это был первый Дублинский университет, основанный в 1320 году, в годы его молодости, менее вероятны Оксфорд или Кембридж.
В 1336 году он был избран настоятелем монастыря францисканцев в Каррике в Южном Типперэри (Манстер). По мнению историка-медиевиста Бернадетт Уильямс, исследовавшей его сочинение, ему было тогда около 50 лет. Спустя несколько лет он перебрался во францисканский конвент в Килкенни, бывшей столице древнеирландского королевства Осрайге, а в 1346 году участвовал в заседании капитула своего ордена в Марселе.
Возможно, что он пережил эпидемию чумы, охватившую Ирландию в 1348—1350 годах, и умер в Килкенни не позже 1350 года. В то же время, не исключено, что он умер после 17 июня 1349 года, которым датируется последняя запись в анналах с восхвалением его покровителя Фулька де ла Фрейна, как отметил ещё анонимный переписчик его рукописи.

## Сочинения
Автор латинских «Анналов Ирландии по 1349 год» (лат. Annalium Hiberniae Chronicon ad annum MCCCXLIX), начинающих изложение событий от сотворения мира.
Вплоть до 1315 года, начала шотландского вторжения под предводительством Эдуарда Брюса, летописные записи в анналах фрагментарны и малосодержательны, и лишь более поздний период освещается подробно и обстоятельно, а начиная с 1333 года излагаются вполне оригинальные сведения. Вероятно, автор, в отличие от своих современников в Англии, располагал ограниченным числом письменных источников, и полагался в основном на собственную память, описывая многие современные ему события как очевидец.
Будучи последовательным сторонником англонормандской монархии и, вместе с тем, приверженцем рыцарского кодекса чести, Клинн пренебрежительно отзывается о местных кельтских вождях, не стесняясь при этом осуждать и английских лордов за их насилия и произвол. Он подробно перечисляет известные ему факты разорительных набегов и убийств, учинявшихся в его времена феодалами даже в христианских храмах, а также описывает судебный процесс над некой Петрониллой, осуждённой и отправленной на костёр в 1324 или 1325 году «за ересь и колдовство» сенешалем Килкенни Арнольдом Пауэром и епископом Ледредом.
По мнению Бернадетт Уильямс, хроника Клинна, очевидно, составлена выходцем из военного сословия, выросшим в сельской местности и практически равнодушным к интересам горожан Килкенни. В намного большей степени автора интересуют военные дела в провинции, в частности, в графствах Килкенни и Типперэри, а его сочинение адресовано англо-нормандскому рыцарству, в первую очередь влиятельной семье де ла Фрейнов, представители которой часто в нём упоминаются.
Подобно другим англо-ирландским хронистам, Джон практически игнорирует местные легенды и мифологию, ограничиваясь упоминанием отдельных чудес. Вероятно, не владея местными языками, он также весьма неточно передаёт на латыни ирландские имена, этнонимы и топонимы, в силу чего исследователям его труда не всегда удаётся их идентифицировать.
Наибольшую историческую ценность представляет заключительная часть анналов, представляющая собой настоящий дневник «чёрной смерти», серьёзно опустошившей Ирландию и способствовавшей заметному ослаблению в ней власти англичан. Повествование Клинна о чумной эпидемии, воспринятой им как событие поистине катастрофическое и апокалиптическое, начинается с описания паломничества братии и мирян в Сент-Маллинс. Он тщательно фиксирует число людей, умерших в Дублине с августа 1348 года до самого Рождества, число погибших в мужских монастырях францисканцев в Дроэде и Дублине, не позабыв рассказать о чуме в Авиньоне и об апокалиптическом видении монаха цистерцианского монастыря в Триполи в 1347 году. «Многие, — пишет хронист, — умирали от фурункулов и воспалений, от опухолей под мышками», оставалось немного домов, где умер кто-то один, и погибали целыми семьями.
Прекратив своё повествование, вероятно, из-за смерти своего покровителя де ла Фрейна, или же собственной болезни, Клинн намеренно оставил пустые страницы для того, кто закончил бы работу после его смерти, оставив следующую запись: «Дабы памятные дела со временем не были забыты и не истёрлись в памяти будущих поколений, я, Джон Клинн, брат ордена миноритов из монастыря в Килкенни, наблюдая все эти многочисленные бедствия и мир, охваченный злом, ожидая собственной кончины среди мёртвых, занялся описанием всего того, о чём слышал и что сам испытал. И чтобы написанное не погибло вместе с автором, подобно трудам работника на бесплодной ниве, оставляю пергамент свой для продолжения работы, если кто-нибудь ещё выживет, и любой из Адамова рода сможет избежать этой болезни и продолжить незавершённый труд». Вслед за этим хронист добавил два слова: «великая смерть» (лат. magna karistia), после чего другой рукой приписано «кажется, автор умер».
Уэр Харрис в своём труде «Писатели Ирландии» (Дублин, 1740) приписывает Клинну также сочинения по истории английских королей и ордена францисканцев, но они не дошли до нас.

## Рукописи и издания
Оригинальная рукопись анналов Клинна, ещё в 1543 году находившаяся в распоряжения мэра Килкенни Ричарда Ши, а в 1631 году приобретённая Дэвидом Роше, епископом Осрайге, не сохранилась. Сочинение его дошло до нас лишь в четырёх поздних списках, скопированных в XVII столетии с общинной книги францисканцев Килкенни, которые ныне находятся в собраниях Тринити-колледжа в Дублине (MS 574), Бодлианской библиотеки в Оксфорде (Rawlinson B 496; Laud Misc. 614) и Британской библиотеки (MS Add. 4789; Clarendon 43).
Впервые анналы Джона Клинна были изданы в декабре 1849 года Ричардом Батлером для «Ирландского археологического общества». В 2007 году в Дублине вышел в свет комментированный английский перевод анналов, подготовленный историком-медиевистом Бернадетт Уильямс.

## Публикации
- The Annals of Ireland by Friar John Clyn and Thady Duwling: together with the Annals of Ross. Edited by Richard Butler. — Dublin: Irish Archaeological Society, 1849. — pp. xxxviii, 1-85.
- The Annals of Ireland by Friar John Clyn, edited and translated with an Introduction, by Bernadette Williams. — Dublin: Four Courts Press, 2007. — 303 p. — ISBN 978-1-84682-034-2.